# Petersdorf, Aichach-Friedberg
Petersdorf là một đô thị ở huyện Aichach-Friedberg bang Bayern nước Đức. Đô thị Petersdorf, Aichach-Friedberg có diện tích 19,51 km², dân số thời điểm ngày 31 tháng 12 năm 2006 là 1679 người.